# Mnesarete machadoi
Mnesarete machadoi – gatunek ważki z rodziny świteziankowatych (Calopterygidae).